# Seminario Mayor de San Pelagio
El Seminario Mayor de San Pelagio es un centro de formación sacerdotal de la Iglesia católica ubicado en la ciudad andaluza de Córdoba (España). Fue creado en el año 1583, y se encuentra muy cerca de la Mezquita-Catedral de Córdoba y del Alcázar de los Reyes Cristianos. Con sus más de cuatro siglos de historia, es una de las instituciones vivas más antiguas de Córdoba.

## Historia

### ElsigloXVI
La fundación del Seminario Mayor de San Pelagio se remonta al año 1583, por iniciativa del obispo Antonio de Pazos y Figueroa y con la colaboración activa del cabildo de la catedral cordobesa, para que en él estudiaran filosofía y teología los futuros sacerdotes diocesanos. El Concilio de Trento había dispuesto la creación de centros para la formación de los sacerdotes en el decreto del 11 de julio de 1563. Este seminario era uno de los únicos centros académicos en Córdoba junto al Instituto provincial, antes Colegio de la Asunción, fundado en 1548 por Pedro López de Alba, médico del emperador Carlos I de España.
El seminario se ubicó junto al Palacio Episcopal de Córdoba, en donde existía una casa que fue del canónigo doctor Velasco. Muerto éste, la casa salió en subasta pública. El obispo aprovechó la oportunidad que se le presentaba y la adquirió con la idea de comenzar en ella el nuevo seminario. La idea de ponerlo bajo el patrocinio del santo niño mártir San Pelagio se debió a que el edificio estaba ubicado junto al llamado “Campo santo de los Mártires” donde fue martirizado en el año 925. Como el espacio era insuficiente para albergar a treinta estudiantes (según las primeras disposiciones del Obispo), el obispo Antonio de Pazos pensó en ampliar el edificio. Por delante de la casa, y entre ella y otros locales del cabildo catedralicio estaba el llamado «Campillo del Rey». El Obispo pidió al Ayuntamiento de Córdoba que le cediera este terreno y la corporación municipal, viendo las ventajas que traería a Córdoba y a su provincia el nuevo centro educativo, lo puso gratuitamente a su disposición. Por Real Cédula del 14 de diciembre de 1583, el rey Felipe II de España autorizó al Ayuntamiento para en que su nombre concediese al obispo aquel campo para incorporarlo al seminario. Fueron especialmente los obispos Francisco de Alarcón y Covarrubias, el cardenal Pedro de Salazar, Fray Juan de Bonilla, Fray Francisco de Solís y Marcelino de Siurí quienes promovieron celosamente estas obras quedando terminado lo que se llamaba «Colegio Viejo».
En los inicios del Seminario, los seminaristas cursaban los estudios de Filosofía y Teología en el Colegio de Santa Catalina de la Compañía de Jesús, a donde se desplazaban desde el Seminario. El mencionado colegio tenía dos cátedras de Teología, una de Moral, otra de Sagrada Escritura, otra de Filosofía y cuatro de Humanidades. El claustro estaba formado por miembros del cabildo de la catedral cordobesa que tenían aneja una cátedra en el Seminario: lectoral (Sagrada Escritura), doctoral (Derecho Canónico), magistral (Teología Dogmática) y penitenciario (Teología Moral). Algunas otras canonjías y beneficios tenían obligaciones para con el Seminario: desempeñar gratuitamente alguna cátedra en los días y horas que el obispo determinara.

### El seminario entre los siglosXVIIyXVIII
Durante el pontificado del obispo Francisco de Reynoso y Baeza, que ocupó la sede cordobesa entre 1597 y 1601, el edificio fue ampliado por primera vez, siendo la ampliación continuada por su sucesor, el obispo Diego de Mardones, de forma que hasta 1612 no se interrumpieron las obras de ampliación. Durante el pontificado en Córdoba del cardenal Pedro de Salazar Gutiérrez de Toledo se fundaron cuatro cátedras en el seminario, siendo una de ellas la de filosofía y las otras tres de teología.

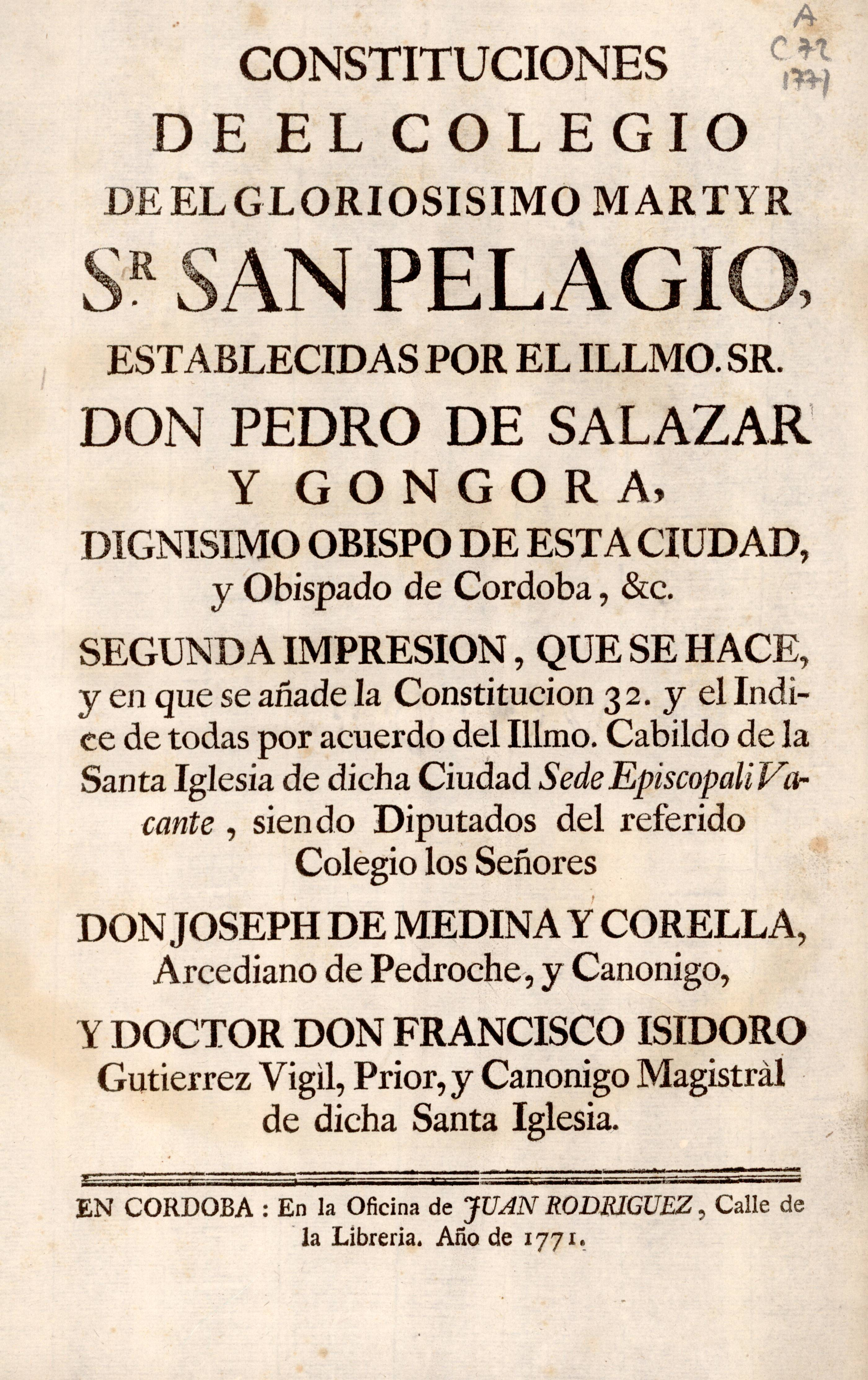
Constituciones del obispo Pedro de Salazar y Góngora (1771).

En 1741, durante el episcopado de Miguel Vicente Cebrián, se ampliaron más las instalaciones tras comprarse por escritura pública otras tres casas y tres cocheras que tenía el cabildo en el Campo Santo de los Mártires. Se construyó entonces parte de la fachada, y en 1771 se publicaron las Constituciones del Seminario. En 1772 se solicitó al monarca Carlos III de España la exención de quintas en favor de los alumnos y el reconocimiento del valor académico de los estudios hechos en el seminario así como su incorporación a algunas de las universidades. En 1773, en virtud de una orden del rey firmada el 28 de junio, el Seminario Mayor de San Pelagio queda asociado a la Universidad Literaria de Sevilla pudiendo otorgar títulos del mismo carácter que aquella Universidad. En 1776 se edificó la crujía más interior y la capilla del seminario, que fue descrita minuciosamente por el cronista e historiador cordobés Rafael Ramírez de Arellano en el cuarto tomo de sus Paseos por Córdoba. Las mencionadas obras terminaron en 1781. Comprendían desde la puerta de entrada actual hasta el muro occidental de la capilla incluyendo una escalera de mármol monumental. La portada y la escalera de mármol son obra de Juan Miguel Verdiguier, autor del Triunfo de San Rafael de la Puerta del Puente, así como el primitivo altar mayor de estuco, hoy desaparecido, y dos retablos laterales de estuco dedicados a San Acisclo y Santa Victoria y a San Eulogio. Según la contratación de la obra, Verdiguier fue el director de la obra de la fachada pero no su diseñador. Una escultura de San Pelagio que se conserva en la capilla es también obra de Verdiguier. En la capilla del seminario se colocó una reliquia de San Pelagio (un peroné) traída a Córdoba desde el monasterio de las Pelayas de Oviedo tras su correspondiente solicitud en 1794. El relicario es obra del platero cordobés Manuel de Aguilar.

### ElsigloXIX
El obispo Agustín Ayestarán, que rigió la sede cordobesa entre 1796 y 1804, año en que falleció, creó la cátedra de Sagrada Escritura. El 23 de enero de 1810, en el contexto de la Guerra de la Independencia Española, fue ocupado el edificio del seminario por las tropas francesas, que lo convirtieron en Maestranza de Artillería. Hasta 1813, un año después de la retirada de los franceses, el gobierno conservó el Seminario como Maestranza. Cuando se abrió de nuevo, los alumnos eran solamente veintiséis.
El obispo Juan José Bonel y Orbe creó una cátedra de cánones en el año 1836 y otra de latinidad en 1846 hasta completar los estudios de la carrera eclesiástica. Volvió a crecer el número de seminaristas y las instalaciones del seminario empezaron a ser insuficientes por lo que el entonces rector, Pedro María Cubero López de Padilla, comenzó a hacer gestiones para ampliar el edificio hacia el Triunfo de la Puerta del Puente, por un lado, y hacia el Alcázar de los Reyes Cristianos, por el otro. En 1849, comenzó el rector los trámites con el Ayuntamiento para que éste le cediera el campo que mediaba entre el huerto del Seminario y la entonces cárcel, que estaba situada en el Alcázar de los Reyes Cristianos. En diciembre de 1850 el Ayuntamiento acordó conceder gratis esa área conocida como “Campo Santo”. Al mismo tiempo, se iniciaron los trámites con el Cabildo Catedral para comprar la llamada casa “del Triunfo”, que eran unos almacenes y graneros más tarde convertidos en viviendas. Por escritura de venta otorgada el 17 de noviembre de 1850, el seminario la adquirió agregándola al edificio. Las obras terminaron el 15 de octubre de 1852 costando 86.620 reales. En 1858, se compró además a precio de 30.000 reales un huerto contiguo por la parte sur, junto al Alcázar, propiedad de Bartolomé María López. El 23 de agosto de 1863 tuvo lugar un devastador incendio en el seminario.
Tras verse afectado gran parte del edificio, tuvieron que acometerse importantes reformas. Dentro de las reformas programadas estaba la alineación de la fachada del seminario y la desaparición del arco de guía que unía el Palacio Episcopal con el seminario (el Ayuntamiento lo expropió y derribó ampliando así la calle Amador de los Ríos). Inmediatamente comenzaron las obras gracias a la gestión del entonces obispo Juan Alfonso de Alburquerque, y el seminario se restauró pronto. Con la desaparición del arco de guía, se ensanchó la calle y se reformó la fachada. También desapareció la primera verja del paseo del Triunfo quedando aquel lugar más ancho y espacioso, y el monumento más visible. Las obras se prolongaron hasta el final del curso 1867-1868 al agotarse por completo los fondos del seminario. El rector José Cobos y Junguito anticipó de su peculio 90.000 reales para que se pudieran terminar. Desde la capilla en dirección al Alcázar, se amplió notablemente el edificio obteniendo siete clases en la planta baja, y ochenta y dos habitaciones en los pisos principal y segundo. En este periodo se reconstruyó también el techo de la escalera del Cardenal y se llevó a cabo la restauración de la capilla.
Desde el punto de vista académico, se produjo un giro importante en el periodo del obispo dominico Ceferino González y Díaz Tuñón, que ya en el último cuarto del siglo XIX fundó un colegio anexo al seminario para los jóvenes que carecían de medios económicos. A partir de 1874 se nombró por primera vez un director espiritual por indicación del nuevo rector, José Pozuelo. Poco después, el obispo Ceferino confió a la Compañía de Jesús la dirección espiritual del seminario cordobés. En el verano de 1876 se realizaron diversas obras de adaptación del edificio. Ese mismo año se creó también el Colegio de Segunda Enseñanza de San Pelagio y quedó incorporado, en un primer momento, al Real Colegio de la Purísima Concepción de Cabra (luego Instituto Aguilar y Eslava). Dos años más tarde, se incorporó el Seminario al Instituto Provincial de Córdoba, que era el antiguo Colegio de la Asunción, y se instituyeron las llamadas preceptorías de latín en distintas parroquias de la diócesis, con el fin de facilitar el estudio de las humanidades a los candidatos al sacerdocio en sus mismos lugares de origen. 
En 1878 el Ayuntamiento acordó en sesión ordinaria cambiar el nombre de la calle del Seminario y designarla con el nombre de Amador de los Ríos, en memoria del insigne alumno que tuvo el centro y que falleció el mes anterior. El obispo Ceferino promovió también diversas obras de adaptación del seminario a las nuevas necesidades entre 1880 y 1881: ensanche de salas de estudio, reformas en los dormitorios, nuevos cuartos para la mejor vigilancia y disciplina, espacioso comedor para los seminaristas del Seminario de San José para seminaristas pobres, etc. En 1884 volvieron los sacerdotes diocesanos a hacerse cargo de la dirección espiritual. En 1885 se publicó el Reglamento del seminario, que venía a cubrir una laguna importante en el centro. El número de internos en el seminario creció tanto en aquellos años que fue ya materialmente imposible albergar cómodamente a tan excesivo número de alumnos matriculados. Ese mismo año, siendo presidente del seminario José Córdoba y Torres, se vio la necesidad de habilitar la casa donada por la marquesa de Zugasti, una dama de la nobleza, sita en la calle Gondomar número cuatro, como “sucursal del Seminario” donde pudieran estudiar los tres primeros cursos de Latín y Humanidades, y que fue denominado “Colegio chico”, albergando en la actualidad el Colegio de la Milagrosa. El número de seminaristas, sin embargo, decreció en los años sucesivos de modo que quedó suprimido este colegio pasando todos los alumnos al seminario propiamente dicho. En 1899, el edificio anteriormente mencionado dejó de ser Colegio auxiliar del seminario y se convirtió en Escuela-asilo de niños asistido por las Hijas de la Caridad de San Vicente de Paúl y bajo la gerencia del magistral González Francés.
Algunos alumnos del seminario del siglo XIX fueron nombrados obispos: 
- Antonio Domínguez Valdecañas fue designado obispo de Guadix-Baza en 1857.
- Pedro Cubero López de Padilla, siendo rector del seminario mayor, fue nombrado en 1858 obispo de Orihuela y llegó a participar como padre conciliar en el Concilio Vaticano I.
- José Proceso Pozuelo y Herrero, siendo también rector fue nombrado administrador apostólico de Ceuta en 1877, y tras ser obispo de Canarias y Segovia, ocupó el obispado de Córdoba hasta su muerte en 1913.
- Francisco de Asís Aguilar Serrat, siendo rector del seminario, fue nombrado obispo de Segorbe en 1881.
- En 1881 Gonzalo Canillas Moreno, antiguo alumno del seminario, fue consagrado como obispo-vicario apostólico de Gibraltar.
- Francisco Gómez Salazar y Lucio Villegas, antiguo profesor del seminario, fue nombrado obispo de León en 1886.

### ElsigloXX
Desde 1904 a 1936, la dirección espiritual del seminario fue confiada de nuevo a la Compañía de Jesús. Con la llegada del Obispo Ramón Guillamet i Coma en 1913 se inició una nueva etapa en la formación del seminario. Hubo un descenso tremendo de vocaciones, ya que antes había más de 300 seminaristas y ahora se formaban sólo 95. El mencionado prelado promovió una reforma interna redactando un nuevo Reglamento en 1917. Para su nuevo proyecto de seminario y la revitalización del mismo encargó la formación y la disciplina a los Sacerdotes Operarios Diocesanos dejando la docencia y la organización académica en manos del clero diocesano. Los Operarios estuvieron al frente del seminario hasta 1932, año en que el obispo Adolfo Pérez Muñoz encargó la dirección a los sacerdotes de la propia diócesis. En 1921, con ocasión de la guerra de África, el obispo Pérez Muñoz puso a disposición del gobernador militar parte del Seminario de San Pelagio con el fin de convertirlo en hospital de sangre y acomodar a los heridos de guerra. Cientos de damnificados encontraban refugio en el seminario durante las frecuentes inundaciones del Campo de la Verdad. Especialmente importante fue la inundación que tuvo lugar en la Navidad de 1925 y durante la que fueron acogidos en el edificio del seminario un total de 623 damnificados. Dos de los rectores operarios diocesanos de esa época, Lorenzo Insa Celma (1916-1919) y José María Peris Polo (1926-1932), han sido beatificados tras reconocer la Iglesia su martirio. También ha sido beatificados por el mismo motivo el que fuera formador del Seminario, José Claramonte Agut (1928-1931) y el director espiritual durante el periodo desde el 1902 a 1904, el dominico Raimundo Castaño OP.
Poco después de comenzar la guerra civil, la mañana del lunes 17 de agosto de 1936, a partir de las 7:30 de la mañana, un avión Potez 540 sobrevoló la ciudad arrojando numerosas bombas. Una de ellas cayó en el jardín del Seminario de San Pelagio. Desde comienzos del mes de agosto, el seminario se convirtió en cuartel de requetés bajo el mando del tercio de Requetés de Córdoba. Se pasó a llamar “Cuartel San Pelagio” y los requetés allí instalados empezaron a ser denominados popularmente “pelayos”.
Concluida la guerra, la escasez de clero se hizo notar. El obispo Adolfo Pérez Muñoz, que ocupó la sede cordobesa entre 1920 y 1945, pidió por ello, a la Compañía de Jesús, que le ayudara a restaurar el seminario, aunque el rectorado y la administración siguieron en manos de sacerdotes seculares. Como consecuencia del nombramiento del rector, Francisco Blanco Nájera, como obispo de Orense en 1945, también la dirección del seminario hubo de ser entregada a los padres jesuitas, que además se hicieron cargo de la docencia en aquellos años en que hubo un florecimiento vocacional. 
Las obras de ampliación y mejora del edificio del seminario que llevó a cabo el obispo Adolfo Pérez Muñoz en los años de la posguerra fueron continuadas por el obispo Fray Albino González y Menéndez-Reigada, que gobernó la diócesis hasta 1958. A este eclesiástico se le debe la creación en 1957 del Seminario Menor de Santa María de los Ángeles, en el término municipal de Hornachuelos. En el curso 1965-1966, la Compañía de Jesús obtuvo la necesaria autorización del obispo Manuel Fernández-Conde para ocuparse exclusivamente de la atención espiritual del seminario, quedando la dirección del mismo encomendada nuevamente al clero diocesano. En el año 1971, estando la Diócesis en período de sede vacante, los seminaristas del Seminario Menor de Hornachuelos retornan al edificio de San Pelagio, en la capital, y gran parte de los seminaristas mayores fueron enviados a Sevilla, a fin de que cursaran sus estudios en el Centro de Estudios Teológicos, fundado por el cardenal José María Bueno Monreal en 1969. 
Esta situación se mantuvo durante todo el pontificado de José María Cirarda, que remodeló el antiguo edificio del seminario para dar cabida en él a los seminaristas mayores. Se realizaron también mejoras durante el gobierno pastoral del obispo José Antonio Infantes Florido, que rigió los destinos de la diócesis entre 1978 y 1996. En el año 1981 comenzó la nueva andadura del Seminario Mayor y un año después la del Seminario Menor en el barrio residencial de El Brillante. El obispo hizo los trámites necesarios para que el seminario fuera centro afiliado a la Facultad de Teología de la Universidad Pontificia de Comillas. La afiliación se prolongó durante trece años. En la reforma realizada en los años 80, se colocó en la capilla un retablo-marco del escultor Pedro Duque Cornejo, fechado en 1750 y procedente del Oratorio del Caballero de Gracia de la ciudad de Córdoba.
Algunos alumnos o profesores del seminario del siglo XX fueron nombrados también obispos:
- Manuel Torres y Torres, antiguo alumno y profesor del seminario, fue nombrado en 1913 obispo de Plasencia.
- Marcial López Criado, antiguo alumno y profesor de Sagrada Escritura del Seminario, fue nombrado obispo de Cádiz en 1918.
- Francisco Blanco Nájera, que fuera rector del Seminario, fue nombrado obispo de Orense en 1944.
- Y por último, Félix Romero Menjíbar, que fuera alumno y profesor del seminario, fue nombrado obispo de Jaén en 1954 y posteriormente de la ciudad de Valladolid.

### ElsigloXXI
En el año 2000, por iniciativa del Obispo Francisco Javier Martínez Fernández, el seminario se vinculó a la Facultad de Teología “San Dámaso” de Madrid. El obispo Juan José Asenjo Peregrina dio un impulso al Estudio Teológico tanto en la provisión de nuevos profesores como en la aprobación del Reglamento Académico y las Normas Generales Adjuntas, con un decreto firmado el 20 de junio de 2005. En los años 2000 y 2001 primero, y durante los años 2010 a 2012 con posterioridad, durante el gobierno pastoral de los obispos Juan José Asenjo y Demetrio Fernández González, se realizó una reforma integral del edificio. La reforma se enmarcaba en el proyecto general de rehabilitación del edificio “San Pelagio”. El año 2008 se celebró el 425 Aniversario de la fundación del seminario.
En los últimos años, algunos alumnos o profesores han sido nombrados obispos:
- Mario Iceta Gavicagogeascoa, alumno y profesor del Seminario Mayor, fue nombrado obispo auxiliar de Bilbao en 2008.
- Santiago Gómez Sierra, profesor del seminario, fue nombrado obispo auxiliar de Sevilla en 2011.
- Francisco Jesús Orozco Mengíbar, alumno y profesor del seminario, fue nombrado obispo de Guadix-Baza en 2018.
- Y Antonio Prieto Lucena, alumno y profesor asimismo del seminario, fue nombrado obispo de Alcalá de Henares en 2023.

## El edificio y su patrimonio artístico
La construcción del edificio del Seminario de San Pelagio se realizó en diversas fases. Se desconoce cómo sería el edificio inicial ya que no se han conservado restos que permitan valorar el alcance de esta construcción. No pudo ser demasiado ambicioso porque entre los siglos XVI y XVII se realizaron algunas ampliaciones, como en el pontificado de Francisco de Reynoso y Baeza (1597-1601), o en el de Diego de Mardones (1607-1624), siendo encargada la obra, en un primer momento, a Blas de Masavel. En 1669 se reanudaron los trabajos dirigidos por el maestro Juan Francisco Hidalgo. De este periodo fue la construcción de un patio de planta rectangular y dos pisos.

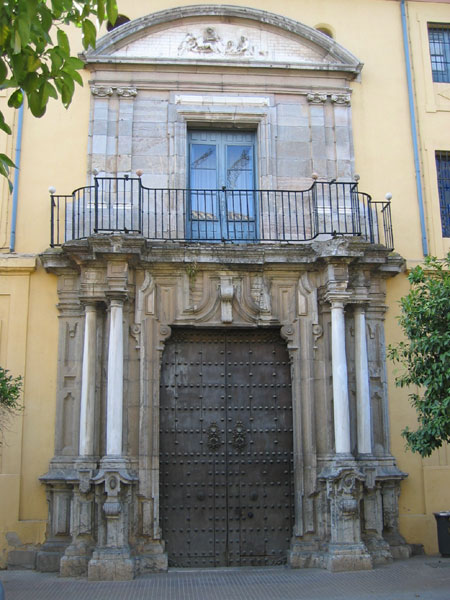
Fachada principal del Seminario Mayor de San Pelagio.

Fue en el siglo XVIII, desde 1763 hasta 1781, cuando se realizaron las mayores reformas que darían al edificio su fisonomía actual. Se levantaron las galerías y fachadas del norte y sur situadas entre la antigua capilla y patio llamado “de los canónigos” hasta la capilla actual inclusive. Se completó la portada en su parte superior o segundo cuerpo y se construyó la escalera monumental. Las ampliaciones se realizan siendo diputados del Seminario los canónigos José Medina y Corella y Francisco Isidoro Gutiérrez Vigil, que asumieron un papel protagonista en tales labores. Se atribuyen los trabajos a Alonso Gómez de Sandoval y a los franceses Juan Miguel Verdiguier y Baltasar Drevetón. Las obras se realizaron bajo la dirección de Francisco Aguilar del Río.
En el siglo XIX, tras el aparatoso incendio de 1863 y la destrucción posterior del “arco de guía”, el arquitecto provincial Pedro Nolasco Meléndez pasó con urgencia el expediente formado para la obra de reparación del Seminario que se programó como una gran obra de reforma integral. Como resultado se ensanchó la calle y se alineó la fachada del seminario. En este periodo se reconstruyó también el techo de la escalera del Cardenal y se restauraron la puerta de la fachada y la capilla. Desde la capilla en dirección al Alcázar, se amplió notablemente el edificio obteniendo siete clases en la planta baja, y ochenta y dos habitaciones en los pisos principal y segundo. Sin duda, después de las primeras obras de ampliación del Seminario, fue una de las reformas más destacadas y ambiciosas.
Ya en el siglo XX, en 1944, se introdujeron algunas modificaciones necesarias para mejorar el alojamiento de los alumnos. Se hicieron dos hogares en la cocina, arreglo de bajantes y acometida directa al Colector general de la ciudad. Se acomodaron los estudios y dormitorios al crecido número de seminaristas de este periodo, y se estableció la debida separación entre el seminario mayor y el seminario menor. En el verano de 1945, se trasladó la biblioteca y en su lugar se estableció un amplio salón de estudios. En marzo de 1966, cuando todavía no había pasado un año del final del Concilio Vaticano II, fue remodelada la capilla del seminario y el obispo Manuel Fernández Conde consagró una nueva mesa de altar. La reliquia de San Pelagio fue colocada en una hornacina en la base del altar. El retablo de estuco con la imagen de San Pelagio fue sustituido por una imagen de Cristo Crucificado: el Cristo de la Buena Muerte (popularmente “de los Parrillas”), que estaba en la parroquia de la Asunción de Priego de Córdoba y que fue trasladado al seminario de San Pelagio sin que el pueblo lo supiera. Sin embargo, una vez informada la población, protestó ante el obispo Fernández-Conde, que tuvo que explicar que se trataba de un préstamo con el fin de que la imagen enervara el ánimo de los seminaristas cuando tantos había de Priego. Finalmente, la mencionada imagen del Crucificado volvió de nuevo a Priego de Córdoba. 
En 1969 se reestructuró el conjunto del edificio de San Pelagio dedicándose parte a residencia de sacerdotes mayores, creándose entonces la conocida como Casa Sacerdotal, y según el proyecto del arquitecto José Antonio Gómez Luengo Bravo, y con la diligente supervisión del canónigo José María Padilla Jiménez. La zona más afectada fue el ángulo sureste ya que prácticamente se demolió todo lo que había para construir la Casa Sacerdotal. El ángulo nordeste también sufrió alteraciones con el fin de ubicar en su interior las dependencias del obispado. Hasta 2009 el edificio “San Pelagio” albergó el Seminario Mayor San Pelagio, la Casa sacerdotal (entonces llamada “Medina y Corella”), las oficinas del obispado de Córdoba, la Biblioteca Diocesana, la Librería Diocesana, y por último la Escuela Universitaria de Magisterio “Sagrado Corazón”.

Durante el pontificado de Francisco Javier Martínez Fernández, en los años 2000-2001, se hizo una reforma y adecentamiento del patio central y de las aulas del Estudio Teológico. Se trasladaron los fondos de la antigua Biblioteca del Seminario a la Biblioteca diocesana y la sala que servía de Biblioteca se convirtió en tres nuevas aulas, mucho más amplias y luminosas que antes. En 2009 comenzó la última gran obra del edificio que tuvo lugar en varias fases, primero con Juan José Asenjo Pelegrina y luego con el obispo Demetrio Fernández González, que pudo contemplar los trabajos de reforma concluidos y bendijo las nuevas instalaciones. En la primera fase se acometió la reforma del ala del edificio que albergaba las oficinas del Obispado (que se trasladaron al edificio reformado del Palacio Episcopal) y la Escuela de Magisterio “Sagrado Corazón” (que se trasladó al edificio del Santo Ángel en la Avenida del Brillante). Esta parte pasó a convertirse en Casa Sacerdotal ahora llamada “San Juan de Ávila”. Esta obra afectó a algunas de las instalaciones del seminario. En la segunda fase se acometió la reforma del ala del edificio que albergaba la Casa Sacerdotal “Medina y Corella”, una vez que los residentes y las Mercedarias de la Caridad se trasladaron a su nueva ubicación. Esa zona del edificio se reformó para formar parte de las instalaciones del Seminario. En la tercera fase se acometió la reforma del ala del edificio que albergaba el Seminario. Se reformaron todas las habitaciones y se dispusieron los espacios de un modo más amplio, acogedor, funcional y luminoso dando mayor cabida a la luz natural.
 

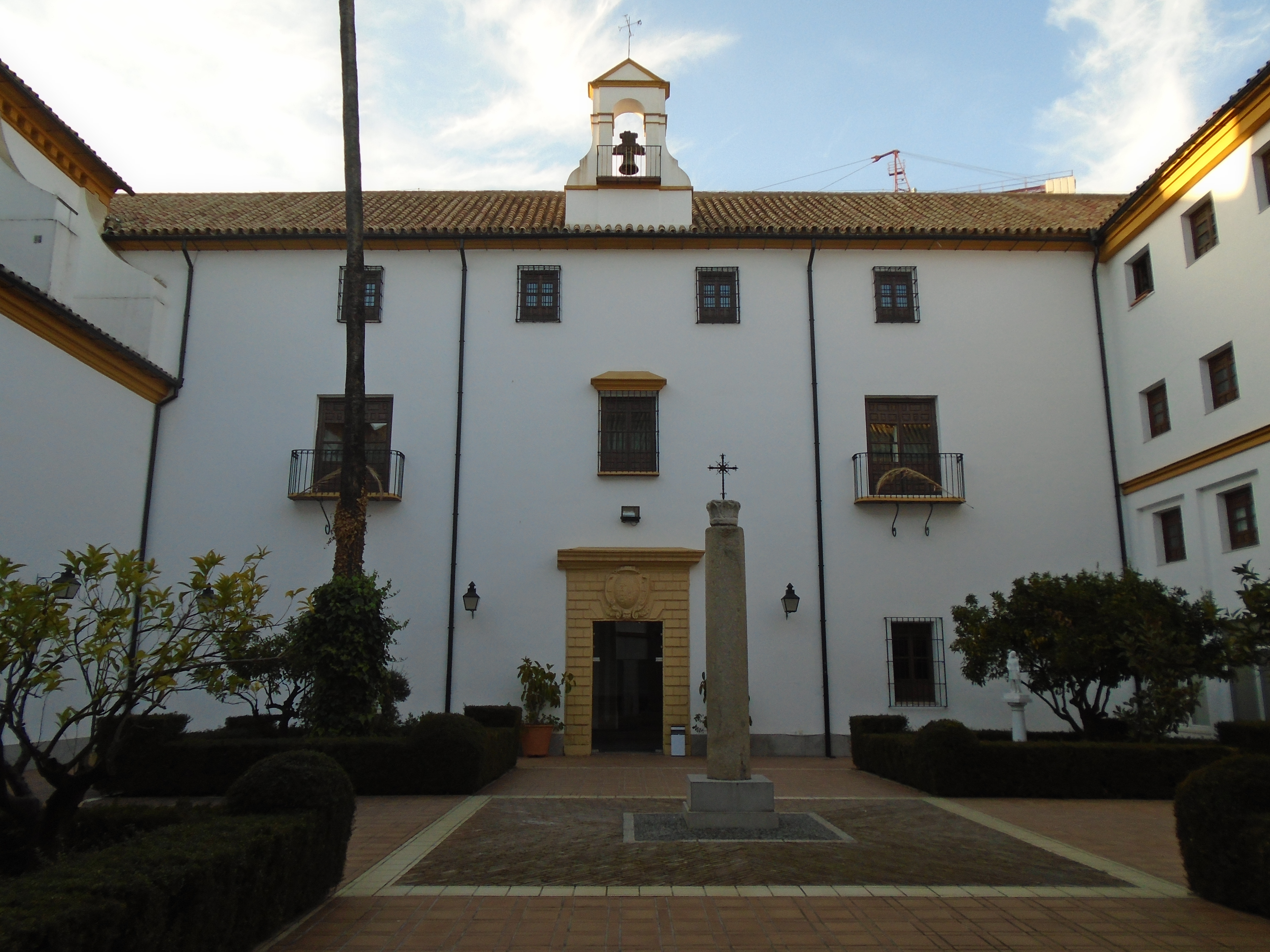
Patio interior del Seminario

El edificio del Seminario de San Pelagio es de gran sobriedad pero amplio. Con planta rectangular, está distribuido en torno a dos grandes patios. Un tercer patio más pequeño, conocido como “patio de los canónigos”, está situado aproximadamente en la que sería casa del canónigo Velasco, cuna del edificio. En el centro de la fachada sobresale la portada clasicista realizada en piedra negra y cipia enmarcada entre dos parejas de columnas escalonadas de fuste listo y blanco, con basa y capitel dórico con dado bruneleschiano, sobre un pedestal de piedra gris oscura. La realizó Juan Miguel Verdiguier (el mismo autor del Triunfo de San Rafael y de los púlpitos de la capilla mayor de la Mezquita-catedral. Los laterales de la portada presentan pilastras ornamentales del mismo orden, dado, pedestal y color soportando un entablamiento escalonado en sus laterales y remetido en el dintel de la puerta. Los dos cuerpos de la fachada presentan en su ático un balcón de rejería y una puerta acristalada central con alféizar. En el tímpano, todo está rematado por un frontón circular en el que se aloja un relieve donde se halla representado el martirio de San Pelagio. Dentro del edificio destaca la escalera monumental, también obra de Juan Miguel Verdiguier, que está decorada con yeserías y el escudo del fundador, el obispo Pazos y Figueroa, en forma de medallón entre dos ventanas laterales simétricas de la pared frontal que iluminan todo el conjunto. Tiene tres rampas o tramos de escalones de una anchura de dos metros, perpendiculares entre sí. Es impresionante el gran arco de luz que presenta la escalera, de unos diez metros, de tipo campanel. La caja rectangular se cubre con un techo plano decorado con yeserías en las que se combinan las guirnaldas con la hojarasca asimétrica típica del rococó final. Las paredes laterales albergan dos lienzos de grandes dimensiones: el retrato del cardenal Salazar, a la izquierda, y el del obispo Fundador, Antonio Mauricio de Pazos y Figueroa, a la derecha. El graderío, pretil y pasamano son de mármol negro.
 

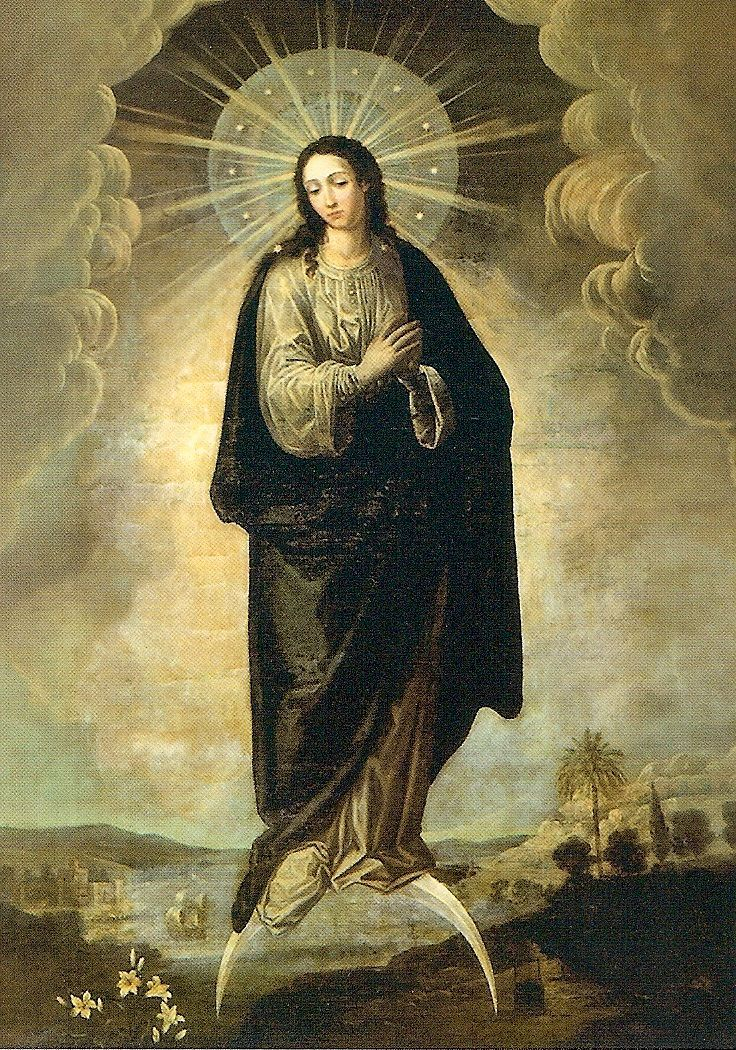
Inmaculada. Obra del de la Escuela de Pacheco conservada en la capilla del Seminario Mayor de San Pelagio.

La Capilla sigue los planteamientos estéticos de Devretón: tiene planta rectangular con crucero levemente señalado y presbiterio semicircular cubierto por un casquete esférico. La nave se cubre con una bóveda de cañón con lunetos. En la parte superior, hay tribunas por debajo de la línea de imposta comunicadas con el coro. La planta tiene dos cuerpos laterales de diez arcos cada uno, cinco sobre las tribunas y cinco bajo las mismas. El bajo coro presenta también dos cuerpos de tres arcos sostenidos sobre dos cuerpos de pilares con cuatro pequeñas columnas de mármol, dos a cada lado. La decoración sigue motivos geométricos policromados que contrastan con la sobriedad del blanco. En la reforma realizada en los años 60, se sustituyó el retablo mayor de Verdiguier, hecho de estuco imitando el mármol y que tenía en el centro una hornacina con la imagen de San Pelagio, por un retablo-marco de Pedro Duque Cornejo y Roldán fechado en 1750 y procedente del Oratorio del Caballero de Gracia. En el centro del retablo hay un cuadro de la Inmaculada de la escuela de Francisco Pacheco del siglo XVII. El retablo está profusamente decorado con motivos de roleos y serafines. Los retablos laterales del altar mayor, de pequeñas dimensiones, son también de Verdiguier. Están dedicados a San Eulogio y a los Santos Acisclo y Victoria, patronos de Córdoba. El estuco es de tal calidad que es difícil detectar desde lejos que no se trata de mármol. Los cuadros parece que son de la época de la reforma del seminario entre 1772 y 1781.
 

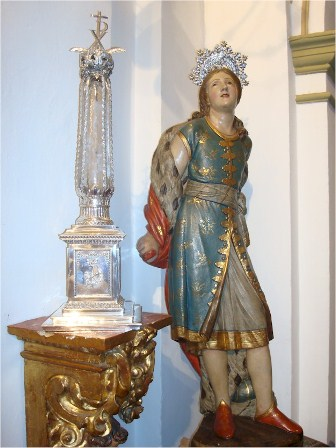
Imagen de San Pelagio de Juan Miguel Verdiguier (ca. 1775-1780).

La imagen de San Pelagio (1775-1780), obra de Juan Miguel Verdiguier, es de bulto redondo en estuco. Antiguamente estaba presidiendo el retablo mayor de la capilla. La iconografía es la de un adolescente vestido según la moda francesa de la época, con cuello estilizado y cabello largo partido con raya en el centro. De entre las obras que se conservan en el seminario destacan: una imagen de San Rafael Arcángel fechable a finales del siglo XVIII, un cuadro con la aparición a Santo Domingo de los apóstoles San Pedro y San Pablo atribuida al pintor del siglo XVII Pedro Antonio Rodríguez —actualmente en la entrada principal—, una serie de lienzos que representan a la Virgen del Rosario entre Santo Domingo y Santa Rosa, la Epifanía y el Descendimiento, entre otros, anónimos de la escuela cordobesa del siglo XVII. En el hall de entrada del Seminario, entrando por la puerta principal a la izquierda, encima de lo que sería la sala de visitas, se encuentra un escudo episcopal del obispo Alburquerque encargado al escultor Mariano Silva hecho de bronce sobrepuesto en una tabla de mármol de Carrara. De época contemporánea, destacamos las obras de los cordobeses Miguel Arjona Navarro (crucificado joven de madera sin policromar), Marco Augusto Dueñas (copia de la escayola original de la Piedad de Miguel Ángel realizada en mármol blanco de Carrara) y Francisco Romero Zafra (Cristo Sacerdote).

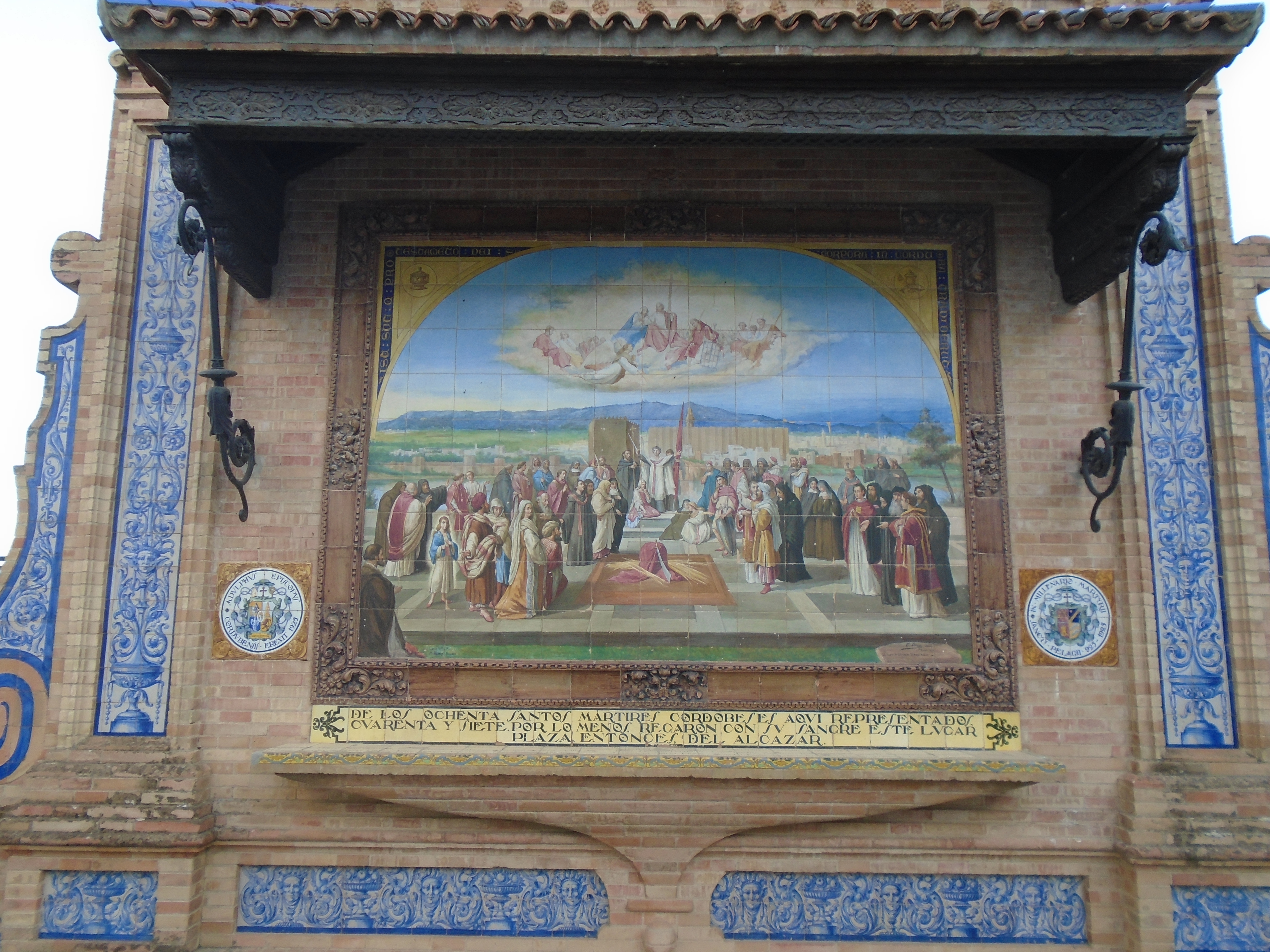
Reproducción en azulejo del cuadro de los mártires de Córdoba de Ángel María de Barcia y Pavón. 1925. Antiguo patio del Seminario, hoy Casa Sacerdotal.

En uno de los patios (actualmente el de la Casa Sacerdotal), en el frente meridional, se conserva un banco de estilo andaluz, de ladrillo cortado, como paramento de la reproducción en azulejería, a gran tamaño, del hermoso cuadro de los mártires de Córdoba del sacerdote-artista Ángel María de Barcia y Pavón que fue construido con motivo del milenario de San Pelagio en 1925. El monumento, bello ejemplo de cerámica sevillana, fue pintado por Horce siendo el promotor el padre jesuita Agustín Lara, que en su periodo de superior en Córdoba tuvo el empeño de resucitar el culto y la memoria de los mártires de Córdoba bien de la época romana o bien del periodo mozárabe. El mismo año del milenario se estableció una pequeña capilla en el llamado Sancta Sanctorum (lugar donde según la tradición tuvo lugar el martirio), en el arranque de la escalera del edificio antiguo, y en ella se puso a la veneración de los seminaristas una imagen de San Pelagio niño hecha en azulejo y sufragada por el antiguo colegial Marcial López Criado, que posteriormente llegaría a ser obispo de Cádiz. Desaparecida la capilla en las sucesivas remodelaciones, el cuadro de azulejo se conserva ahora en el balcón del seminario que mira a la ribera del Río Guadalquivir.
El Seminario Mayor de San Pelagio cuenta con una importante biblioteca que se integró, junto con la antigua biblioteca de los Obispos, en la Biblioteca diocesana creada en el año 1999 por el obispo Francisco Javier Martínez Fernández. Las primeras noticias de la biblioteca proceden del “Ynventario de los bienes del Collexio del Seminario de sant Pelaxio, libros y escripturas que se hallaron en el dicho Collexio oy primero de mayo de 1621 años”. Posteriormente, el fondo bibliográfico del seminario se fue incrementando generalmente con donaciones y compras de grandes colecciones. La biblioteca cuenta en la actualidad con un importante fondo bibliográfico y documental que asciende a más 115.393 volúmenes desde el siglo XVI hasta nuestros días. El archivo histórico del Seminario es también importante. En 2012 comenzó a habitarse una sala de lectura y biblioteca dentro del Seminario que cuenta en la actualidad con más de 8.000 volúmenes.

## Antiguos profesores
- Benito Rubio y Larragueta
- José Jerez y Caballero
- Ruperto Cuadrado
- José Proceso Pozuelo y Herrero
- Rafael Rodríguez Blanco
- Rafael María Conde y Luque
- Tiburcio Galán Mora
- José Benítez y Madrid
- Vicente Cándido López y Burgos
- José María Molina Moreno
- Rafael Barberini y García
- Rafael Aguilar y Medina
- Francisco de Paula Velasco Estepa
- Antonio Soriano Barragán
- Wenceslao Giménez García
- Juan Crisóstomo Vacas y González
- Cristóbal Vázquez y Espejo
- Rafael Cantueso y Sánchez
- Ángel García Pomo
- Camilo de Palau y Huguet
- Manuel González Francés
- Diego Canto Fernández
- José Ágreda y Bartha
- Mariano Ruiz Calero Alcántara
- Enrique Medina de la Bermeja
- Marcial López Criado
- Juan Eusebio Seco de Herrera Martín Moyano
- Tobías Vargas Sáez
- Félix Romero Menjíbar
- José Antonio Gallegos Rocafull
- Ildefonso Garrido
- Juan Serra Queralt
- Andrés Caravaca Millán
- José Blanco Sancha
- Acisclo Carrillo Muñoz

## Antiguos alumnos
- José Amador de los Ríos
- Mariano Amaya
- Francisco de Borja Pavón
- Miguel Castillejo Gorráiz
- Feliciano Ramírez de Arellano
- Enrique Redel y Aguilar
- José María Rey Heredia
- José Sánchez Peña
- José Valenzuela y Márquez
- Luis María Ramírez de las Casas-Deza
- Julián Sanz del Río